# مقاطعة كالياري
مقاطعة كلياري أو (نقحرة: كالياري) (بالإيطالية: Provincia di Cagliari)‏، مقاطعة إيطالية في جزيرة سردينيا ذات الحكم الذاتي. وعاصمتها هي مدينة كلياري. اجمالي عدد سكانها 554.605 (33.3% من سكان سردينيا) وتبلغ مساحتها 4596 كيلومتر (19% من مساحة سردينيا)و وبها 71 مدينة وبلدة وقرية. تطل جنوبا على البحر المتوسط ولديها حدود مع :
- شمالا مع مقاطعة نوورو ومقاطعة أولياسترا ومقاطعة أوريستانو
- غربا مع مقاطعة كاربونيا إغليسياس ومقاطعة ميديو كامبيدانو.

## أهم المدن والبلدات
| المدينة           | الاسم بالإيطالية  | السكان  |
| ----------------- | ----------------- | ------- |
| كلياري            | Cagliari          | 160,886 |
| كوارتو سانت إلينا | Quartu Sant'Elena | 70,020  |
| سيلارجوس          | Selargius         | 28,682  |
| أسيميني           | Assemini          | 25,531  |
| كابوتيرا          | Capoterra         | 22,620  |
| مونسيراتو         | Monserrato        | 20,809  |